# Rufus Palen
Rufus Palen (* 25. Februar 1807 in Palenville, New York; † 26. April 1844 in New York City) war ein US-amerikanischer Politiker. Zwischen 1839 und 1841 vertrat er den Bundesstaat New York im US-Repräsentantenhaus.

## Werdegang
Rufus Palen wurde ungefähr fünf Jahre vor dem Ausbruch des Britisch-Amerikanischen Krieges in Palenville geboren. Die Familie Palen zog dann nach Fallsburg, wo er eine bescheidene Schulbildung erhielt. Danach ging er der Herstellung von Leder nach. Er hielt mehrere lokale Ämter. Politisch gehörte er der Whig Party an. Bei den Kongresswahlen des Jahres 1838 für den 26. Kongress wurde Palen im siebten Wahlbezirk von New York in das US-Repräsentantenhaus in Washington, D.C. gewählt, wo er am 4. März 1839 die Nachfolge von John C. Brodhead antrat. Da er auf eine erneute Kandidatur im Jahr 1840 verzichtete, schied er nach dem 3. März 1841 aus dem Kongress aus. Er starb am 26. April 1844 in New York City und wurde auf den Old Cemetery in Palenville beigesetzt.